# Wahlkreis Darmstadt-Dieburg II
Der Wahlkreis Darmstadt-Dieburg II (Wahlkreis 52) ist einer von zwei Landtagswahlkreisen im hessischen Landkreis Darmstadt-Dieburg. Der Wahlkreis umfasst die im Osten des Landkreises gelegenen Städte und Gemeinden Babenhausen, Dieburg, Eppertshausen, Groß-Umstadt, Groß-Zimmern, Messel, Münster (Hessen), Otzberg und Schaafheim.

## Wahl 2023
| Landtagswahl in Hessen 2023 – WK Darmstadt-Dieburg IIZweitstimmen %403020100 36,4 %18,4 %14,1 %14,1 %4,7 %3,7 %2,3 %1,9 %1,1 %3,3 % CDUAfDSPDGrüneFDPFWLinkeTierschutzVoltSonst.Gewinne und Verlusteim Vergleich zu 2018 %p 8 6 4 2 0 −2 −4 −6+7,8 %p+5,4 %p−4,5 %p−6,0 %p−2,5 %p+0,8 %p−3,3 %p+0,9 %p+1,1 %p+0,4 %pCDUAfDSPDGrüneFDPFWLinkeTierschutzVoltSonst. |

| Gegenstand der Nachweisung | Gegenstand der Nachweisung | Erst- stimmen | Erst- stimmen | Zweit- stimmen | Zweit- stimmen |
| Bewerber                   | Partei                     | Anzahl        | %             | Anzahl         | %              |
| -------------------------- | -------------------------- | ------------- | ------------- | -------------- | -------------- |
| Wahlberechtigte            | Wahlberechtigte            | 77.261        | 77.261        | 77.261         | 77.261         |
| Wähler                     | Wähler                     | 53.862        | 53.862        | 53.862         | 69,7           |
| Ungültige Stimmen          | Ungültige Stimmen          | 881           | 1,6           | 787            | 1,5            |
| Gültige Stimmen            | Gültige Stimmen            | 52.981        | 98,4          | 53.075         | 98,5           |
| davon                      |                            |               |               |                |                |
| Manfred Pentz              | CDU                        | 20.175        | 38,1          | 19.310         | 36,4           |
| Annette Huber              | GRÜNE                      | 7.248         | 13,7          | 7.492          | 14,1           |
| Justin Witzeck             | SPD                        | 8.043         | 15,2          | 7.498          | 14,1           |
| Olaf Schwaier              | AfD                        | 9.129         | 17,2          | 9.751          | 18,4           |
| Sandra Ciupka              | FDP                        | 2.251         | 4,2           | 2.497          | 4,7            |
| Christian Wallerer         | Die Linke                  | 1.247         | 2,4           | 1.199          | 2,3            |
| Lena Weber                 | Freie Wähler               | 2.854         | 5,4           | 1.954          | 3,7            |
| Silke Schieß               | Tierschutzpartei           | 1.420         | 2,7           | 1.016          | 1,9            |
|                            | Die PARTEI                 |               |               | 452            | 1,9            |
|                            | Piraten                    | 186           | 0,4           |                |                |
|                            | ÖDP                        | 117           | 0,2           |                |                |
|                            | P. f. schulm. Verjf.       | 32            | 0,1           |                |                |
|                            | V-Partei³                  | 221           | 0,4           |                |                |
|                            | PdH                        | 77            | 0,1           |                |                |
|                            | ABG                        | 113           | 0,2           |                |                |
|                            | APPD                       | 36            | 0,1           |                |                |
|                            | Basis                      | 336           | 0,6           |                |                |
|                            | DKP                        | 29            | 0,1           |                |                |
|                            | DIE NEUE MITTE             | 26            | 0,0           |                |                |
| Maik Richter               | Volt                       | 486           | 0,9           | 606            | 1,1            |
| Alexandra Claudia Arndt    | Klimaliste                 | 128           | 0,2           | 127            | 0,2            |

## Wahl 2018
| Gegenstand der Nachweisung | Gegenstand der Nachweisung    | Wahlkreis- stimmen | Wahlkreis- stimmen | Landes- stimmen | Landes- stimmen |
| Kreiswahlbewerber/in       | Partei                        | Anzahl             | %                  | Anzahl          | %               |
| -------------------------- | ----------------------------- | ------------------ | ------------------ | --------------- | --------------- |
| Wahlberechtigte            | Wahlberechtigte               | 93.564             | 100,0              | 93.564          | 100,0           |
| Wähler                     | Wähler                        | 65.892             | 70,4               | 65.892          | 70,4            |
| Ungültige Stimmen          | Ungültige Stimmen             | 1.678              | 2,5                | 1.508           | 2,3             |
| Gültige Stimmen            | Gültige Stimmen               | 64.214             | 97,5               | 64.383          | 97,7            |
| davon                      |                               |                    |                    |                 |                 |
| Manfred Pentz              | CDU                           | 19.032             | 29,6               | 18.080          | 28,1            |
| Catrin Geier               | SPD                           | 15.073             | 23,5               | 12.400          | 19,2            |
| Sebastian Stöveken         | GRÜNE                         | 11.816             | 18,4               | 12.872          | 20,0            |
| Tim Dreyer                 | LINKE                         | 3.489              | 5,4                | 3.751           | 5,5             |
| Kay Hamacher               | FDP                           | 4.417              | 6,9                | 4.620           | 7,2             |
| Mara Perica                | AfD                           | 7.597              | 11,8               | 8.283           | 12,9            |
| –                          | PIRATEN                       | -                  | -                  | 337             | 0,5             |
| Petra Mehrlein             | Freie Wähler Hessen           | 2.790              | 4,3                | 1.886           | 2,9             |
| –                          | NPD                           | -                  | -                  | 89              | 0,1             |
| –                          | Die PARTEI                    | -                  | -                  | 383             | 0,6             |
| –                          | ödp                           | -                  | -                  | 159             | 0,2             |
| –                          | Die Grauen                    | -                  | -                  | 134             | 0,2             |
| –                          | BüSo                          | -                  | -                  | 8               | 0,0             |
| –                          | AD-Demokraten                 | -                  | -                  | 48              | 0,0             |
| –                          | Bündnis C                     | -                  | -                  | 224             | 0,3             |
| –                          | BGE                           | -                  | -                  | 59              | 0,1             |
| –                          | Die Violetten                 | -                  | -                  | 78              | 0,1             |
| –                          | Liberal-Konservative Reformer | -                  | -                  | 30              | 0,0             |
| –                          | Menschliche Welt              | -                  | -                  | 29              | 0,0             |
| –                          | Die Humanisten                | -                  | -                  | 64              | 0,1             |
| –                          | Gesundheitsforschung          | -                  | -                  | 90              | 0,1             |
| –                          | Tierschutz                    | -                  | -                  | 676             | 1,0             |
| –                          | V-Partei³                     | -                  | -                  | 84              | 0,1             |

Der direkt gewählte Wahlkreisabgeordnete Manfred Pentz (CDU) vertritt den Wahlkreis im Landtag.

## Wahl 2013
| Gegenstand der Nachweisung | Gegenstand der Nachweisung                                                                                 | Wahlkreis- stimmen | Wahlkreis- stimmen | Landes- stimmen | Landes- stimmen |
| Kreiswahlbewerber/in       | Partei | Anzahl             | %                  | Anzahl          | %               |
| -------------------------- | --- | ------------------ | ------------------ | --------------- | --------------- |
| Wahlberechtigte            | Wahlberechtigte                                                                                            | 92.721             | 100,0              | 92.721          | 100,0           |
| Wähler                     | Wähler | 70.395             | 75,9               | 70.395          | 75,9            |
| Ungültige Stimmen          | Ungültige Stimmen                                                                                          | 2.783              | 4                  | 2.288           | 3,3             |
| Gültige Stimmen            | Gültige Stimmen                                                                                            | 67.612             | 100,0              | 68.107          | 100,0           |
| davon                      | |                    |                    |                 |                 |
| Manfred Pentz              | CDU Hessen                                                                                                 | 28.803             | 42,6               | 26.474          | 38,9            |
| Oliver Schröbel            | SPD Hessen                                                                                                 | 25.290             | 37,4               | 20.960          | 30,8            |
| Wilhelm Reuscher           | FDP Hessen                                                                                                 | 2.121              | 3,1                | 3.155           | 4,6             |
| Iris Schimpf-Reeg          | Bündnis 90/Die Grünen Hessen (GRÜNE)                                                                       | 5.717              | 8,5                | 7.341           | 10,8            |
| Christoph Neises           | Die Linke Hessen                                                                                           | 3.259              | 4,8                | 3.087           | 4,5             |
|                            | Freie Wähler Hessen                                                                                        | x                  | x                  | 707             | 1,0             |
|                            | Nationaldemokratische Partei Deutschlands (NPD)                                                            | x                  | x                  | 749             | 1,1             |
|                            | Die Republikaner (REP)                                                                                     | x                  | x                  | 265             | 0,4             |
| Felicitas Stummer          | Piratenpartei Deutschland (PIRATEN)                                                                        | 2.422              | 3,6                | 1.782           | 2,6             |
|                            | Bürgerrechtsbewegung Solidarität (BüSo)                                                                    | x                  | x                  | 26              | 0,0             |
|                            | Aktive Demokratie direkt (ADd)                                                                             | x                  | x                  | 71              | 0,1             |
|                            | Die Grauen (AGP)                                                                                           | x                  | x                  | 70              | 0,1             |
|                            | Alternative für Deutschland (AfD)                                                                          | x                  | x                  | 2.812           | 4,1             |
|                            | Autofahrer- und Volksinteressenpartei (AVIP)                                                               | x                  | x                  | 54              | 0,1             |
|                            | Lärmfolter-Umwelt-Politik-ehrlich (LUPe)                                                                   | x                  | x                  | 22              | 0,0             |
|                            | Ökologisch-Demokratische Partei (ÖDP)                                                                      | x                  | x                  | 119             | 0,2             |
|                            | Partei für Arbeit, Rechtsstaat, Tierschutz, Elitenförderung und basisdemokratische Initiative (Die PARTEI) | x                  | x                  | 382             | 0,6             |
|                            | PSG | x                  | x                  | 31              | 0,0             |

Manfred Pentz zog als Gewinner des Direktmandats in den Landtag ein.

## Wahl 2009
Bei der Landtagswahl 2009 waren 91.834 der rund 126.000 Einwohner im Wahlkreis wahlberechtigt. 
Wahlkreisergebnis der Landtagswahl in Hessen 2009:
| Direktkandidat              | Partei    | Erststimmen in % | Zweitstimmen in % |
| --------------------------- | --------- | ---------------- | ----------------- |
| Silke Lautenschläger        | CDU       | 42,1             | 38,3              |
| Patrick Koch                | SPD       | 34,5             | 23,8              |
| Wilhelm Reuscher            | FDP       | 10,2             | 15,6              |
| Marianne Streicher-Eickhoff | Grüne     | 07,5             | 13,4              |
| Barbara Daum                | Die Linke | 03,8             | 04,9              |
| –                           | REP       | –                | 00,7              |
| –                           | FW        | –                | 01,6              |
| Thomas Verständig           | NPD       | 01,1             | 00,8              |
| –                           | PIRATEN   | –                | 00,6              |
| –                           | BüSo      | –                | 00,2              |
| Heinz Schumacher            | WIR       | 00,9             | –                 |

Neben Silke Lautenschläger als Gewinnerin des Direktmandats ist aus dem Wahlkreis noch Wilhelm Reuscher über die Landesliste in den Landtag eingezogen. Am 30. September 2010 kündigte Lautenschläger an, ihr Landtagsmandat niederzulegen und ab dem 1. Januar 2011 im Vorstand der Deutschen Krankenversicherung zu arbeiten. Ihr bisheriger Vertreter Manfred Pentz soll in den Landtag nachrücken.

## Wahl 2008
Bei der Landtagswahl in Hessen 2008 traten folgende Kandidaten an:
| Direktkandidat              | Partei    | Erststimmen in % | Zweitstimmen in % |
| --------------------------- | --------- | ---------------- | ----------------- |
| Silke Lautenschläger        | CDU       | 40,3             | 37,5              |
| Patrick Koch                | SPD       | 40,7             | 37,9              |
| Marianne Streicher-Eickhoff | Grüne     | 06,2             | 06,9              |
| Wilhelm Reuscher            | FDP       | 06,3             | 08,6              |
| Hans-Walter Ortmann         | Die Linke | 03,4             | 04,6              |
| Brigitte Tesch              | FW        | 01,4             | 00,7              |
| Karl Hanisch                | REP       | 01,9             | 01,1              |

## Bisherige Abgeordnete
Direkt gewählte Abgeordnete des Wahlkreises Darmstadt-Dieburg II (bis 1982, Darmstadt-Dieburg-Ost) waren:
| Jahr | Direktkandidat                                           | Partei | Erststimmen in % |
| ---- | -------------------------------------------------------- | ------ | ---------------- |
| 2023 | Manfred Pentz                                            | CDU    | 38,1             |
| 2018 | Manfred Pentz                                            | CDU    | 29,6             |
| 2013 | Manfred Pentz                                            | CDU    | 42,6             |
| 2009 | Silke Lautenschläger (ab 1. Oktober 2010: Manfred Pentz) | CDU    | 42,1             |
| 2008 | Patrick Koch                                             | SPD    | 40,7             |
| 2003 | Silke Lautenschläger                                     | CDU    | 55,1             |
| 1999 | Silke Lautenschläger                                     | CDU    | 45,3             |
| 1995 | Karl Dörr                                                | SPD    | 42,5             |
| 1991 | Karl Dörr                                                | SPD    | 44,8             |
| 1987 | Leonhard Brockmann                                       | CDU    |                  |
| 1983 | Karl Günther Kronawitter                                 | SPD    | 46,1             |
| 1982 | Leonhard Brockmann                                       | CDU    | 48,1             |